# لووویک
لووویک (به صربی: Levovik) یک منطقهٔ مسکونی در صربستان است که در سوکوبانگا واقع شده‌است. لووویک ۱۶۲ نفر جمعیت دارد.